# Bokermannohyla hylax
Bokermannohyla hylax é uma espécie de anfíbio da família Hylidae. Endêmica do Brasil, pode ser encontrada nos estados do Rio de Janeiro, São Paulo, Paraná e Santa Catarina.